# Bartolovci
Bartolovci su naseljeno mjesto u Republici Hrvatskoj u sastavu općine Sibinj u Brodsko-posavskoj županiji.

## Zemljopis
Bartolovci se nalaze istočno od Sibinja na južnim obroncima Dilj gore na cesti prema Slavonskome Brodu. Susjedna naselja su Slobodnica na jugu, Završje na sjeveru te Gromačnik na istoku.

## Znamenitosti
Kapela svetog Bartola se prvi put spominje u izvorima 1737. Danas je oko nje župno groblje. Groblje se prvi put spominje 1863. kada je bilo blagoslovljeno. Kapela je više puta obnavljana. Najviše izvora postoji o obnovi kapele iz 1892. za župnika Dragutina Šlivarića.

## Stanovništvo
Prema popisu stanovništva iz 2011. godine Bartolovci su imali 737 stanovnika, dok su 2001. godine imali 874 stanovnika, od čega 855 Hrvata i 12 Bošnjaka.
| broj stanovnika |       |       |       |       | 105   | 104   | 118   | 254   | 341   | 383   | 522   | 586   | 680   | 765   | 874   | 737   | 637   |
|                 | 1857. | 1869. | 1880. | 1890. | 1900. | 1910. | 1921. | 1931. | 1948. | 1953. | 1961. | 1971. | 1981. | 1991. | 2001. | 2011. | 2021. |

## Povijest
Ime naselja Bartolovci prvi put se spominje 1900. na topografskoj karti austrijske izrade. Samo ime naselja izvedeno je od imena kapelice svetog Bartola, koja je bila podignuta na slobođanskom groblju. Naime, Bartolovci su bili u sastavu naselja Slobodnica do 1948., od kada se iskazuju kao samostalno naselje, no tad još uvijek u sastavu rimokatoličke župe svetog Marka iz Slobodnice. 
Od tada je broj stanovnika naselja u stalnome porastu, u većoj mjeri zahvaljujući daljnjem postepenom doseljavanju obitelji s područja Like i drugih područja Hrvatske, područja tadašnje Austro-Ugarske (tzv. Galcijani) te BiH. Zadnji veći val doseljavanja u Bartolovce zbio se za vrijeme rata u BiH, odakle je doselilo više ratom protjeranih obitelji.